# Жепін
Жепін (пол. Rzepin, нім. Reppen) — місто в західній Польщі, на річці Ілянка, правій притоці Одри. Знаходиться в районі Любуських озер. 
Належить до Слубіцького повіту Любуського воєводства.

## Демографія
Демографічна структура станом на 31 березня 2011 року:
|          | Загалом | Допрацездатний вік | Працездатний вік | Постпрацездатний вік |
| -------- | ------- | ------------------ | ---------------- | -------------------- |
| Чоловіки | 3282    | 690                | 2316             | 276                  |
| Жінки    | 3450    | 678                | 2062             | 710                  |
| Разом    | 6732    | 1368               | 4378             | 986                  |